# Герміона
Герміо́на (дав.-гр. Ἑρμιόνη) — персонаж древньогрецької міфології. Дочка Єлени й Менелая. Післягомерівські міфи розповідають, що Герміона була заручена з Орестом, однак батько видав її в шлюб з Ахіллесовим сином Неоптолемом (Пірром). Герміона ревнувала до Неоптолема Андромаху, бранкою якого стала вдова Гектора, і хотіла вбити суперницю, але цьому перешкодив народ (за іншою версією, Неоптолемів дід Пелей). Про це розповідають Гігін, Вергілій і Гай Веллей Патеркул. За Овідієм, Герміона побралася з Орестом після смерті першого чоловіка, а Спарта була її посагом.
На честь її названо астероїд 121 Герміона.